# لوكا روسيتيني
لوكا روسيتيني (بالإيطالية: لوكا روسيتيني)‏ (مواليد 9 مايو 1985 في بادوفا - إيطاليا) لاعب كرة قدم إيطالي يلعب حاليا لصالح نادي الدرجة الأولى سيينا الإيطالي منذ 2007 في مركز الظهير الأيسر كما يجيد اللعب في مركز الظهير الأيمن .

## روابط خارجية
- لوكا روسيتيني على موقع قاعدة بيانات كرة القدم.إي يو (الإنجليزية)
- لوكا روسيتيني على موقع Soccerway.com (الإنجليزية)
- لوكا روسيتيني على موقع عالم كرة القدم.نت (الإنجليزية)
- لوكا روسيتيني على موقع كووورة
- لوكا روسيتيني على موقع AS.com (الإسبانية)